# 勒克朗
勒克朗（法語：Le Claon）是法国默兹省的一个市镇，位于该省西部略偏北，属于凡尔登区。该市镇总面积7.32平方公里，2009年时的人口为55人。

## 人口
勒克朗人口变化图示